# Chris Fehn

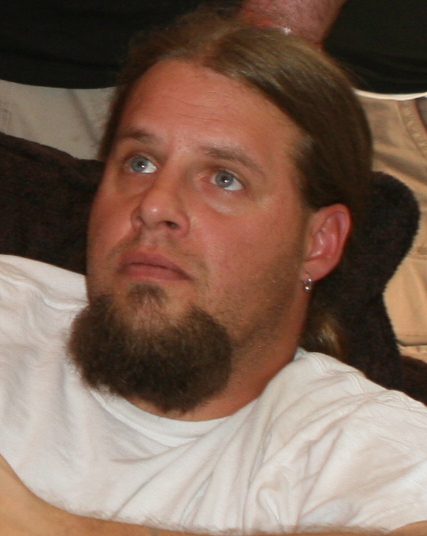
Chris Fehn, 2009

Christopher Michael „Chris“ Fehn (* 24. Februar 1973 in Des Moines, Iowa), auch bekannt als #3, ist ein US-amerikanischer Musiker. Er ist ein ehemaliger Perkussionist der Metalband Slipknot und Bassist bei Will Haven.

## Leben

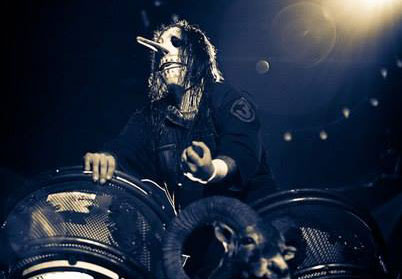
Chris Fehn, 2016

Vor seiner Zeit bei Slipknot war Fehn Teil des Wayne State University Football Team. Im Juni 1998 stieß er zu Slipknot, nachdem der damalige Perkussionist Brandon Darner durch ihn ersetzt wurde. Neben der Perkussion übernahm Fehn auch Hintergrundgesang, sowohl im Studio als auch bei Live-Auftritten. In seiner Freizeit spielt Fehn Golf.

## Diskografie
- 1999: Slipknot
- 2001: Iowa

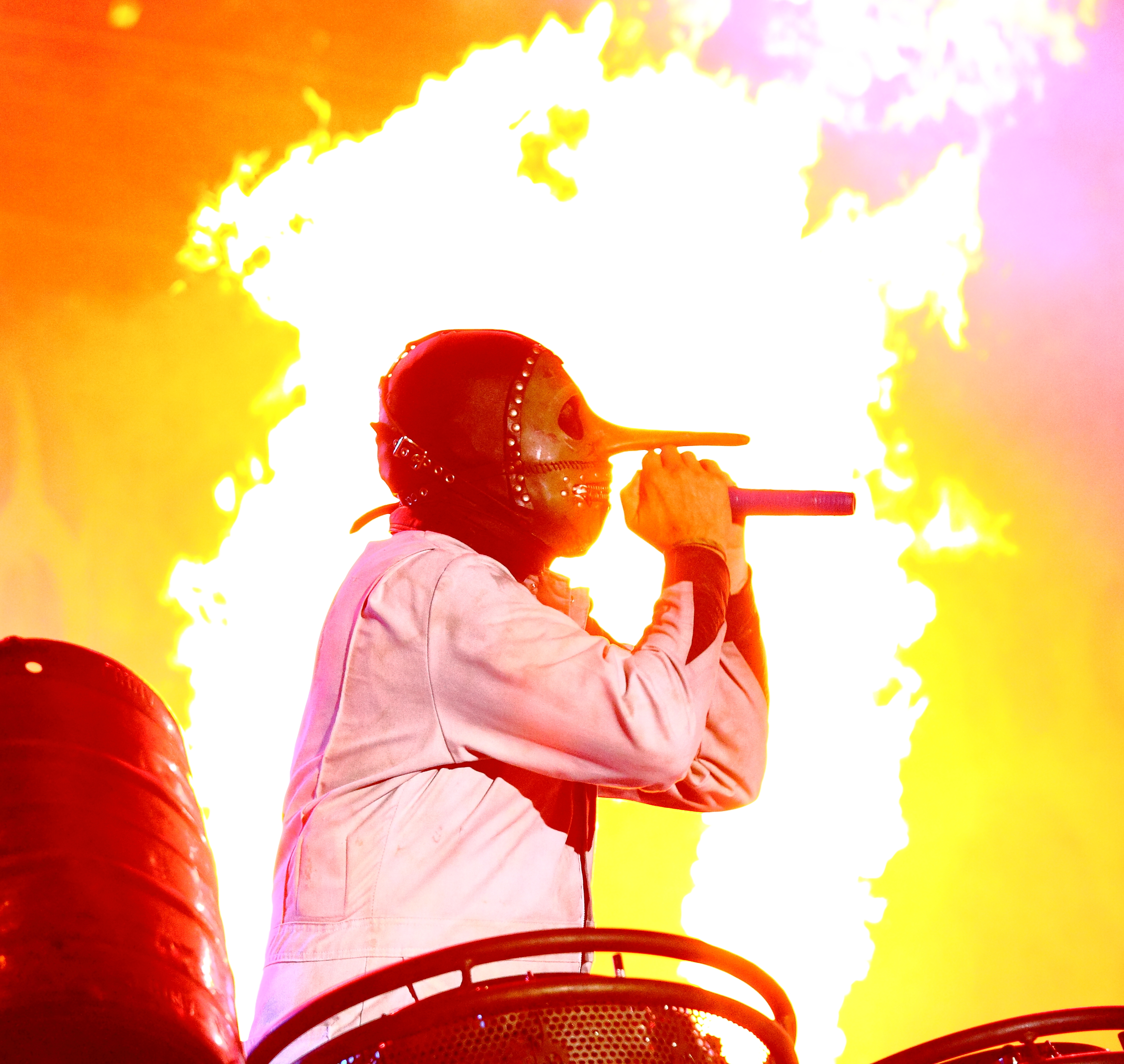
Chris Fehn, Roskilde Festival 2013

- 2004: Vol. 3: (The Subliminal Verses)
- 2005: 9.0: Live
- 2008: All Hope Is Gone
- 2014: .5: The Gray Chapter

## Filmografie
- 1999: Welcome to Our Neighborhood
- 2002: Disasterpieces
- 2002: Rollerball
- 2006: Voliminal: Inside the Nine
- 2008: Nine: The Making of "All Hope Is Gone"
- 2009: Of the (sic): Your Nightmares, Our Dreams
- 2010: (sic)nesses
- 2017: Day of the Gusano: Live in Mexico